# Фру-89. Слева направо
«Фру-89» — советский короткометражный сюрреалистический мультфильм для взрослых 1989 года режиссёра Ивана Максимова. Часть сборника «Фру-89», состоящего из «Слева направо» и «Жертвы».

## Сюжет
Мультфильм начинается с определения термина «фрустрация» как «состояние подавленных потребностей». Сюжет представляет собой кошмарные, сюрреалистичные видения голодного щенка.
Сюжет получил продолжение в компьютерной игре «Полная труба».

## Съёмочная группа
| авторы сценария              | Иван Максимов, Бакир Джусупбеков, Куат Кониркульжаев, Джамшед Мансуров |
| кинорежиссёр                 | Иван Максимов                                                          |
| художники-постановщики       | Иван Максимов, Бакир Джусупбеков                                       |
| художники-мультипликаторы:   | Иван Максимов, Куат Кониркульжаев, Джамшед Мансуров                    |
| в фильме использована музыка | Марек Билински                                                         |
| кинооператор                 | Александр Чеховский                                                    |
| звукооператор                | Борис Фильчиков                                                        |
| монтажёр                     | Н. Снесарева                                                           |
| ассистент режиссёра          | Т. Холостова                                                           |
| редактор                     | Раиса Фричинская                                                       |
| директор съёмочной группы    | Татьяна Зозуля                                                         |

## Отзывы
Телеканал 2x2 включил мультфильм в список «10 самых странных советских мультфильмов вашего детства».
Фильм также вошёл в список «23 самых психоделических советских мультфильма» на сайте «Мел» и «25 леденящих кровь советских мультфильмов для детей» на сайте Fishki.net.

Иван Максимов — из тех немногочисленных (во всей мировой мультипликации их единицы) режиссёров, которым удалось создать на экране собственный мир, не только населённый неповторимыми персонажами, но и существующий по особым законам.

В чём философский смысл фильма «Справа налево»? Луна падает в мясорубку, из лунного фарша образуются причудливые, но типично максимовские существа, вступающие или не вступающие друг с другом в некие отношения, а в конце концов, после многих превращений, собачке, оказывается, терпеливо ожидавшей этого на «другом краю» экрана, достаётся косточка.
— Александра Василькова «Наши мультфильмы»

## Награды
- 1989 — «Фру-89. Слева направо» — специальный приз фестиваля «Vita Longa» (Москва)[4].